# عودة الغائب (رواية)
عودة الغائب، هي رواية للمؤلف السعودي منذر القباني وتعتبر جزء ثاني مكمل لرواية حكومة الظل. طرحت الرواية في 28 فبراير 2008 عن الدار العربية للعلوم، وحصلت على نسبة الأكثر مبيعا للروايات العربية منذ بداية إصدارها.
تعتبر رواية عودة الغائب من أكثر الروايات العربية انتظارا من قبل القراء لما تحتويه من إجابات على بعض التساؤلات التي تركت مفتوحة في رواية حكومة الظل التي لاقت نجاحا جيدا واهتماما كبيرا من قبل القراء والإعلام العربي.
وهي الرواية الثانية للروائي السعودي منذر القباني الذي يعتبره الكثيرون من أبرز الوجوه الروائية الشابة في المملكة العربية السعودية ومنطقة الخليج.

## ملخص القصة
تبدأ أحداث الرواية في عام 1909 حيث يكتشف رجل في غابة جعيتا كهفا يأوي اجتماعا غريبا لجماعة أغرب. ثم تنتقل بنا الأحداث إلى عام 2006 و رحلة رومانسية على ظهر سفينة في البحر المتوسط مع دانيال جولد. وتعرف القصة بشخصية شاب سعودي إسمه جمال جداوي وهو يزف إلى حبيبته دلال رحال أثناء شهر العسل في مدينة لندن.

## ردود النقاد
لاقت الرواية استحسانا جيدا من النقاد، كتب عبود عطية الناقد اللبناني في مجلة القافلة، «استطاع الكاتب بمهارة أن يلقّم ذهن القارئ فصول هذه الحبكة الضخمة تدريجياً، من خلال مجموعة أحداث صغيرة واقعية الشكل» واستطرد «هناك وصف دقيق للأماكن المعروفة. لا بل يمكن القول إن كل الأماكن معروفة وحقيقية...ويعزِّز الكاتب هذا الطابع (الواقعي) للأحداث، بجمعها إلى بعض الأحداث الحقيقية المعروفة»، وأشاد بقدرة الكاتب على ربط أحداث الرواية مع حكومة الظل «إن نسج العلاقات ما بين أبطال رواية متكاملة بناءً على رواية سابقة لا تشكل تمهيداً ضرورياً لها، هو من أصعب صيغ الحبكات الروائية. وفي هذا المجال، يمكننا القول إن القباني نجح بالفعل في مواجهة التحدي. وتميز فعلاً عن «عرَّابه» الأدبي دان براون، الذي لا نرى غير البطل يتنقل ما بين أكثر من رواية».

## وصلات خارجية
- آراء القراء حول رواية عودة العائب على  موقع أبجد
- موقع النيل والفرات